# Jetzt red i – Europa
Jetzt red i – Europa war eine Bürgersendung im Bayerischen Fernsehen, die die Probleme der bayerischen Bürger mit der Europäischen Union aufgriff. Im sogenannten „Wirtshausdiskurs“ hatten bayerische Bürger einmal im Monat mittwochs um 20:15 Uhr die Möglichkeit, sich über lokale oder regionale Probleme, die europäische Vorgaben aus Brüssel betreffen, zu beschweren und Vorschläge an die bayerischen Europapolitiker zu geben. Dabei wurde jeweils einmal im Monat ein Ort in Bayern ausgewählt, in den das BR-Team kam und in einem Gasthaus den Ortsbürgern die Gelegenheit gab, ihre Probleme anzusprechen. Bei der Auswahl der Orte wurde darauf geachtet, dass alle Regionen Bayerns gleichermaßen berücksichtigt werden. 

## Moderation
Im Saal vor Ort moderierte Tilmann Schöberl den Diskurs mit den Bürgern. Bis Dezember 2012 bat Irmtraud Richardson die eingeladenen Europapolitiker vor Ort im selben Saal um Stellungnahme zu den genannten Problemen. Ab Januar 2013 übernahm Birgit Kappel diese Moderation für das Gespräch mit den Europapolitikern. Irmtraud Richardson stand dagegen ab Januar 2013 im Live-Blog im Internet während der Sendung den Zuschauern zur Verfügung und diskutierte mit ihnen über die in der Live-Sendung angesprochenen Probleme. Außerdem ging Irmtraud Richardson den Versprechungen der Politiker aus den vergangenen Sendungen in der Rubrik Nachgehakt nach und informierte die TV-Zuschauer somit darüber, was sich seit den letzten Sendungen bezüglich der angesprochenen Probleme getan hatte.

## Weitere Bürgersendungen
Am Mittwoch um 20:15 Uhr wurde im BR Fernsehen bis März 2016 jede Woche eine Bürgersendung ausgestrahlt, in der sich Bürger beteiligen konnten oder die Belange der Bürger diskutiert wurden. Neben Jetzt red i – Europa gab zu dieser Zeit mitunter auch BR unterwegs und die Bayerntour. Die ursprüngliche Sendung Jetzt red i, die sich um Probleme der bayerischen Politik kümmert, ist als einzige Bürgersendung auf diesem Sendeplatz verblieben.